# Ludesse
Ludesse est une commune française située dans le département du Puy-de-Dôme, en région Auvergne-Rhône-Alpes. Elle fait partie de l'aire d'attraction de Clermont-Ferrand.

## Géographie

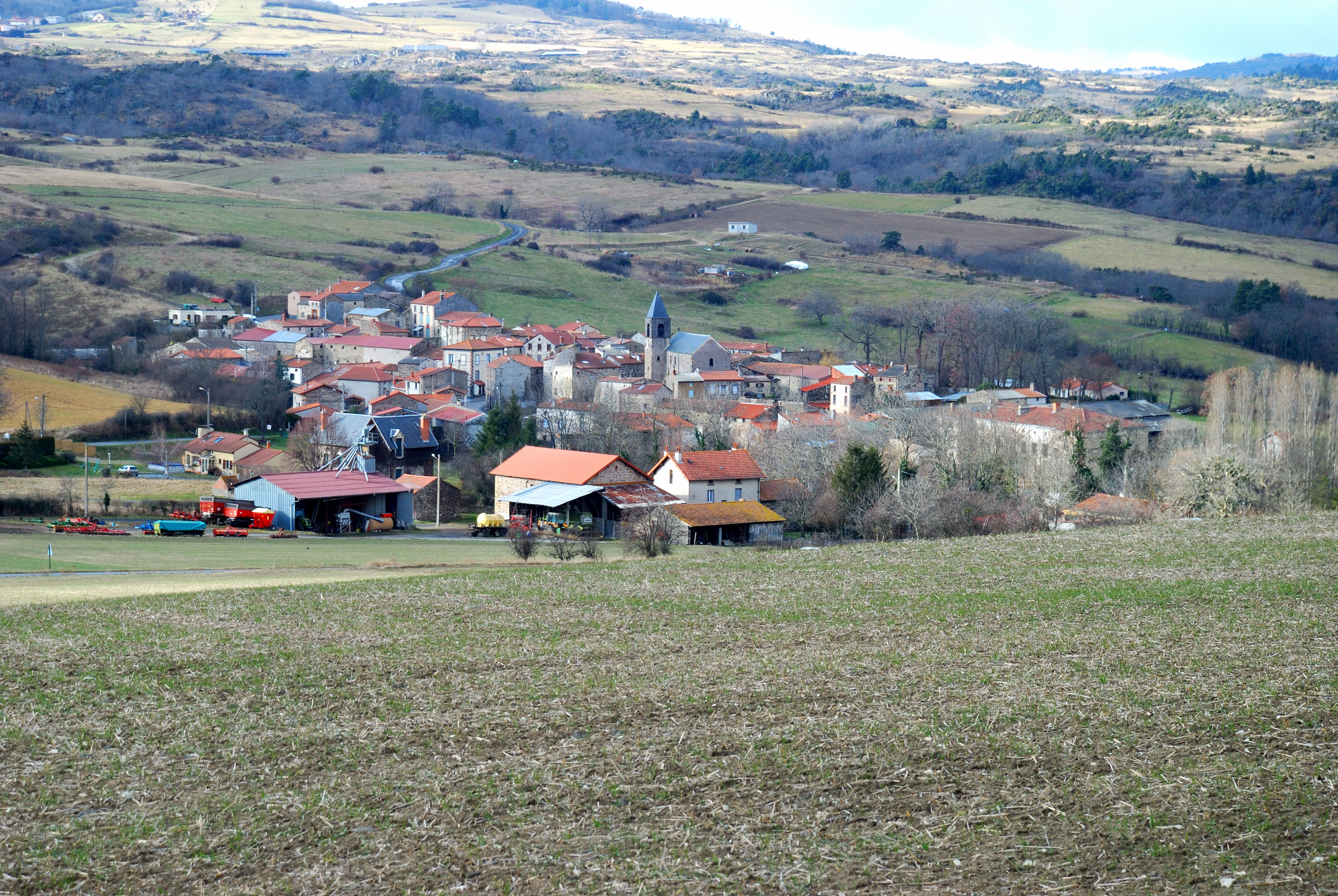
Le village de Chaynat.

La commune de Ludesse est composée de deux villages distants de deux kilomètres : Ludesse et Chaynat.
On trouve une centaine d'habitants à Chaynat et environ 250 personnes à Ludesse.
Si une grande partie de la population reste très rurale, on observe depuis quelques années une arrivée importante de personnes issues des importants bassins de population et d'emplois que sont Clermont-Ferrand et Issoire.
Cinq communes sont limitrophes de Ludesse :
|                    | Saint-Sandoux |          |
| Olloix             | Ludesse       | Plauzat  |
| Montaigut-le-Blanc |               | Champeix |

La commune est traversée par les routes départementales 28 (reliant Saint-Saturnin à Champeix), 74 (reliant Olloix à Chaynat), 74b (à Chaynat) et 630 (reliant Plauzat à Saint-Julien, sur la commune de Montaigut-le-Blanc).

### Climat
Pour des articles plus généraux, voir Climat d'Auvergne-Rhône-Alpes et Climat du Puy-de-Dôme.
En 2010, le climat de la commune est de type climat des marges montargnardes, selon une étude du Centre national de la recherche scientifique s'appuyant sur une série de données couvrant la période 1971-2000. En 2020, Météo-France publie une typologie des climats de la France métropolitaine dans laquelle la commune est exposée à un climat de montagne ou de marges de montagne et est dans la région climatique  Nord-est du Massif Central, caractérisée par une pluviométrie annuelle de 800 à 1 200 mm, bien répartie dans l’année. 
Pour la période 1971-2000, la température annuelle moyenne est de 10,1 °C, avec une amplitude thermique annuelle de 15,6 °C. Le cumul annuel moyen de précipitations est de 787 mm, avec 8,9 jours de précipitations en janvier et 7,1 jours en juillet. Pour la période 1991-2020, la température moyenne annuelle observée sur la station météorologique de Météo-France la plus proche, « Plauzat_sapc », sur la commune de Plauzat à 3 km à vol d'oiseau, est de 11,3 °C et le cumul annuel moyen de précipitations est de 606,8 mm,. Pour l'avenir, les paramètres climatiques de la commune estimés pour 2050 selon différents scénarios d'émission de gaz à effet de serre sont consultables sur un site dédié publié par Météo-France en novembre 2022.

## Urbanisme

### Typologie
Au 1er janvier 2024, Ludesse est catégorisée commune rurale à habitat dispersé, selon la nouvelle grille communale de densité à sept niveaux définie par l'Insee en 2022.
Elle est située hors unité urbaine. Par ailleurs la commune fait partie de l'aire d'attraction de Clermont-Ferrand, dont elle est une commune de la couronne,. Cette aire, qui regroupe 209 communes, est catégorisée dans les aires de 200 000 à moins de 700 000 habitants,.

### Occupation des sols
L'occupation des sols de la commune, telle qu'elle ressort de la base de données européenne d’occupation biophysique des sols Corine Land Cover (CLC), est marquée par l'importance des territoires agricoles (78,7 % en 2018), une proportion sensiblement équivalente à celle de 1990 (78,6 %). La répartition détaillée en 2018 est la suivante : terres arables (38,2 %), zones agricoles hétérogènes (25 %), forêts (17 %), prairies (15,5 %), milieux à végétation arbustive et/ou herbacée (4,3 %). L'évolution de l’occupation des sols de la commune et de ses infrastructures peut être observée sur les différentes représentations cartographiques du territoire : la carte de Cassini (XVIIIe siècle), la carte d'état-major (1820-1866) et les cartes ou photos aériennes de l'IGN pour la période actuelle (1950 à aujourd'hui).

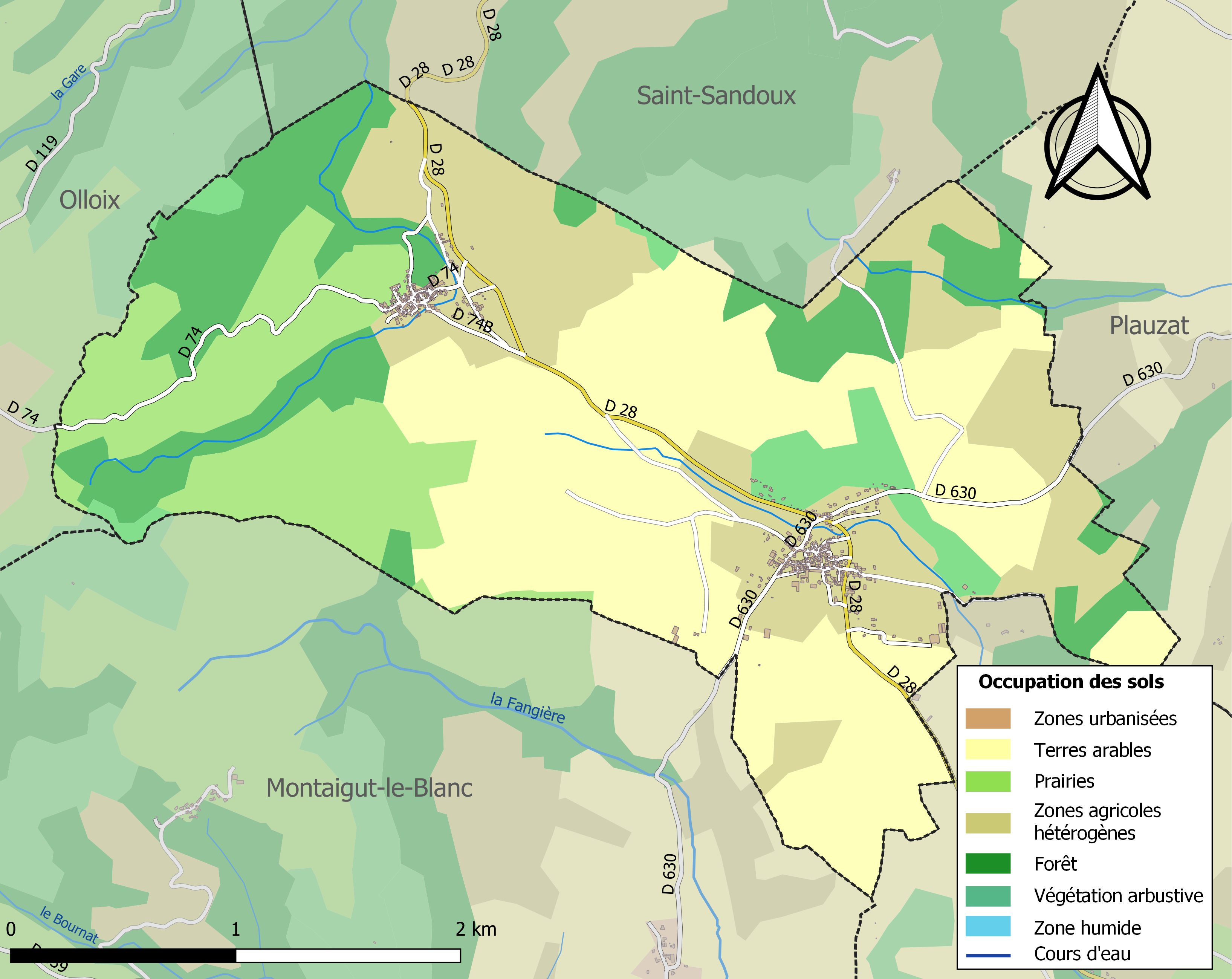
Carte des infrastructures et de l'occupation des sols de la commune en 2018 (CLC).

## Histoire
Au XIe siècle on retrouve le nom de Lopdessa, cacographie probable pour * Lodessa. Selon Albert Dauzat et Charles Rostaing, repris par Xavier Delamarre, il peut s'agir d'un ancien Lutetia, également à l'origine de Lutèce, ancien nom de Paris. Probable racine celtique luto-, marais.
On identifie Chaynat avec les noms de Cheinac (1450) et Cheynat (1510). -at étant la forme spécifique prise par le suffixe -acum en Auvergne et dans une partie du Limousin.
Jusqu'en 1789, le territoire comprend les deux seigneuries de manière bien distinctes.

### Les Hospitaliers
Chaynat était une dépendance du prieuré hospitalier d'Olloix. On trouve au sein du quartier fortifié l'église qui contient des peintures murales du XVe siècle reprenant des thèmes liés à la chasse. Subsistent aujourd'hui une tour, une tourelle et une porte.

## Politique et administration

### Liste des maires
| Période                                  | Période                      | Identité          | Étiquette | Qualité                                  |
| ---------------------------------------- | ---------------------------- | ----------------- | --------- | ---------------------------------------- |
| Les données manquantes sont à compléter. |                              |                   |           |                                          |
| avant 1988                               | ?                            | Pierre-Jean Rossi | PS        |                                          |
| mars 2001                                | mars 2014                    | Guy Chauvet       | DVD       | Conseiller général du canton de Champeix |
| mars 2014                                | 26 mai 2020                  | René Marais       |           | Conducteur de travaux Michelin           |
| 26 mai 2020                              | octobre 2021 (démission)     | Didier Mahinc     |           | Artisan du bâtiment                      |
| 13 décembre 2021                         | En cours (au 8 janvier 2022) | Nicolas Alizert   |           |                                          |

### Intercommunalité
La commune de Ludesse était membre, jusqu'en 2016, de la communauté de communes des Puys et Couzes dont le siège est situé à Champeix.
Celle-ci a fusionné avec sept autres communautés de communes autour d'Issoire le 1er janvier 2017 pour constituer la communauté d'agglomération Agglo Pays d'Issoire.

## Population et société

### Démographie
L'évolution du nombre d'habitants est connue à travers les recensements de la population effectués dans la commune depuis 1793. Pour les communes de moins de 10 000 habitants, une enquête de recensement portant sur toute la population est réalisée tous les cinq ans, les populations de référence des années intermédiaires étant quant à elles estimées par interpolation ou extrapolation. Pour la commune, le premier recensement exhaustif entrant dans le cadre du nouveau dispositif a été réalisé en 2006.

En 2022, la commune comptait 495 habitants, en évolution de +2,06 % par rapport à 2016 (Puy-de-Dôme : +2,1 %, France hors Mayotte : +2,11 %).
| 1793 | 1800 | 1806 | 1821 | 1831 | 1836 | 1841 | 1846 | 1851 |
| ---- | ---- | ---- | ---- | ---- | ---- | ---- | ---- | ---- |
| 923  | 651  | 750  | 720  | 708  | 662  | 665  | 672  | 729  |

| 1856 | 1861 | 1866 | 1872 | 1876 | 1881 | 1886 | 1891 | 1896 |
| ---- | ---- | ---- | ---- | ---- | ---- | ---- | ---- | ---- |
| 694  | 632  | 616  | 679  | 649  | 640  | 695  | 718  | 711  |

| 1901 | 1906 | 1911 | 1921 | 1926 | 1931 | 1936 | 1946 | 1954 |
| ---- | ---- | ---- | ---- | ---- | ---- | ---- | ---- | ---- |
| 645  | 618  | 585  | 450  | 430  | 398  | 349  | 343  | 346  |

| 1962 | 1968 | 1975 | 1982 | 1990 | 1999 | 2006 | 2011 | 2016 |
| ---- | ---- | ---- | ---- | ---- | ---- | ---- | ---- | ---- |
| 327  | 294  | 246  | 267  | 301  | 352  | 426  | 469  | 485  |

| 2021 | 2022 | - | - | - | - | - | - | - |
| ---- | ---- | - | - | - | - | - | - | - |
| 502  | 495  | - | - | - | - | - | - | - |

### Manifestations culturelles et festivités
Jusqu'à l'orée des années 2010 le village était connu pour sa foire aux pommes qui avait lieu tous les ans au début du mois d'octobre. Toutefois la culture de la pomme, importante dans les années 1950, est maintenant inexistante.
De la seigneurie médiévale et de son château, il ne reste qu'une échauguette visible au coin de la rue de l’Église et de la rue du Château.